# Los Aguirres de Abajo
Los Aguirres de Abajo är en ort i Mexiko.   Den ligger i kommunen San Juan de los Lagos och delstaten Jalisco, i den centrala delen av landet, 400 km nordväst om huvudstaden Mexico City. Los Aguirres de Abajo ligger 1 791 meter över havet och antalet invånare är 116.
Terrängen runt Los Aguirres de Abajo är en högslätt, och sluttar västerut. Runt Los Aguirres de Abajo är det ganska tätbefolkat, med 65 invånare per kvadratkilometer. Närmaste större samhälle är San Juan de los Lagos, 9,4 km söder om Los Aguirres de Abajo. Trakten runt Los Aguirres de Abajo består till största delen av jordbruksmark.